# Ucraina la Concursul Muzical Eurovision
Ucraina a debutat la Concursul muzical Eurovision în anul 2003. A avut loc o preselecție internă și s-a decis că Olexandr Ponomariov, unul dintre cei mai populari cântăreți din țară, este cel mai potrivit să reprezinte țara. Dar nu a fost cea mai buna alegere așa că Ucraina a terminat pe un dezamăgitor loc 14 cu 30 de puncte (majoritatea punctelor fiind strânse de la țările vecine și de la țările ex-URSS). Anul viitor, în 2004, a avut loc tot o preselecție internă, dar de această dată ucrainenii s-au folosit de faptul că au cele mai frumoase femei din Europa, așa că Ucraina a fost reprezentată de regina incontestabilă a muzicii ucrainene, Ruslana, ea fiind aleasă pentru succesul său recent în Ucraina, Belarus și Rusia, albumul său Dîchi Tanți devenind primul album din Ucraina care a primit titlul de disc de platină fiind vândute peste 170.000 de exemplare. Ruslana a cântat, a dansat și a câștigat fiind singura câștigătoare a Eurovisionului care a primit puncte de la toate țările participante – 280 în finală și 256 în semifinală. O sumă destul de mare de puncte dacă o comparăm cu suma strânsă de câștigătoarea din 2003, Sertab Erener, – 167 puncte. Datorită Ruslanei Concursul muzical Eurovision 2005 a avut loc la Kiev. De această dată Ucraina a fost reprezentată de Greenjolly, o formație rap care au cântat imnul Revoluției Portocalii, Razom Nas Bahato, aceștia sfârșind pe locul 20 cu 30 de puncte. În 2006, Ucraina a fost reprezentată de Tina Karol, care s-a cam inspirat de la Ruslana. Aceasta a terminat pe locul 7 cu 145 de puncte. În anul 2007,  Ucraina a fost reprezentată de cântărețul travestit Verka Serdiucika cu piesa muzicală Dancing Lașa Tumbai. Ea s-a clasat pe locul 2 cu 235 de puncte. În 2011, Ucraina a reușit o performanță bună, clasându-se pe locul 4 cu piesa "Angel", interpretată de Mika Newton. În 2013, Zlata Ognevici s-a clasat pe locul 3 cu piesa "Gravity". Ucraina s-a retras în 2015 datorită problemelor politice din țară. Totuși, Ucraina a revenit pentru concursul din 2016, unde a și luat locul 1, iar în 2017, concursul a avut loc la Kiev, Ucraina luând locul 24 în finală, cel mai slab rezultat al Ucrainei de până acum. În 2019, Ucraina nu a participat la concurs, dar a revenit în ediția următoare.

## Participări

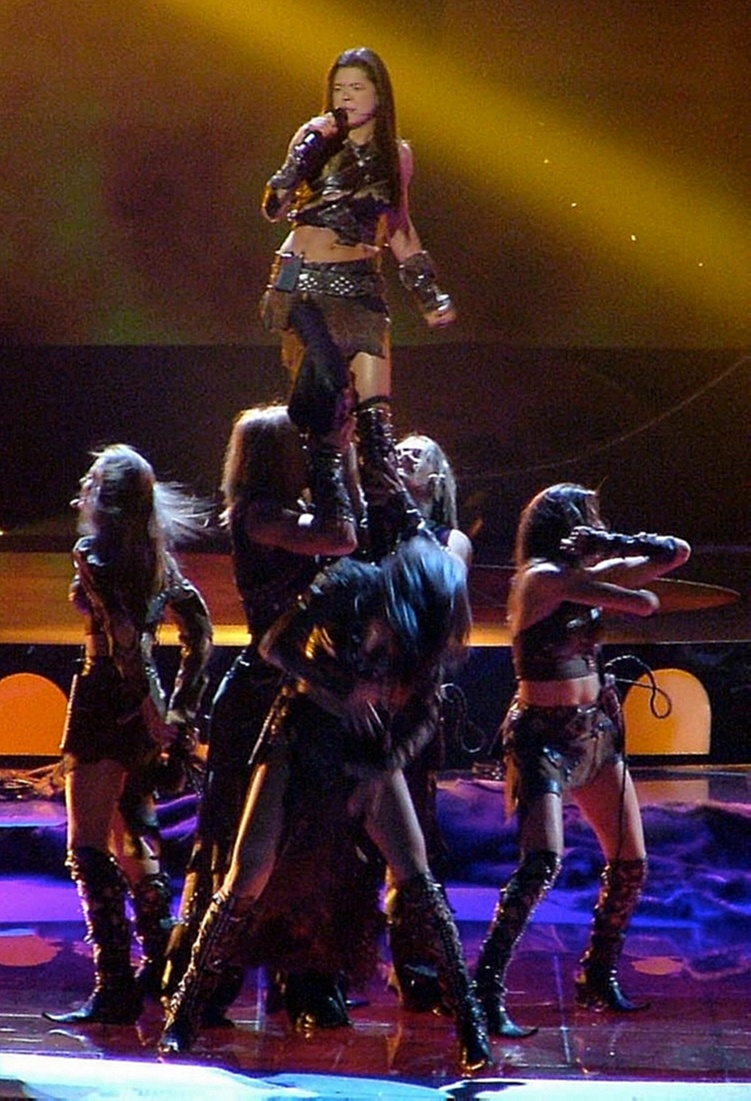
Ruslana interpretând Wild dances la finala Concursului Muzical Eurovision 2004

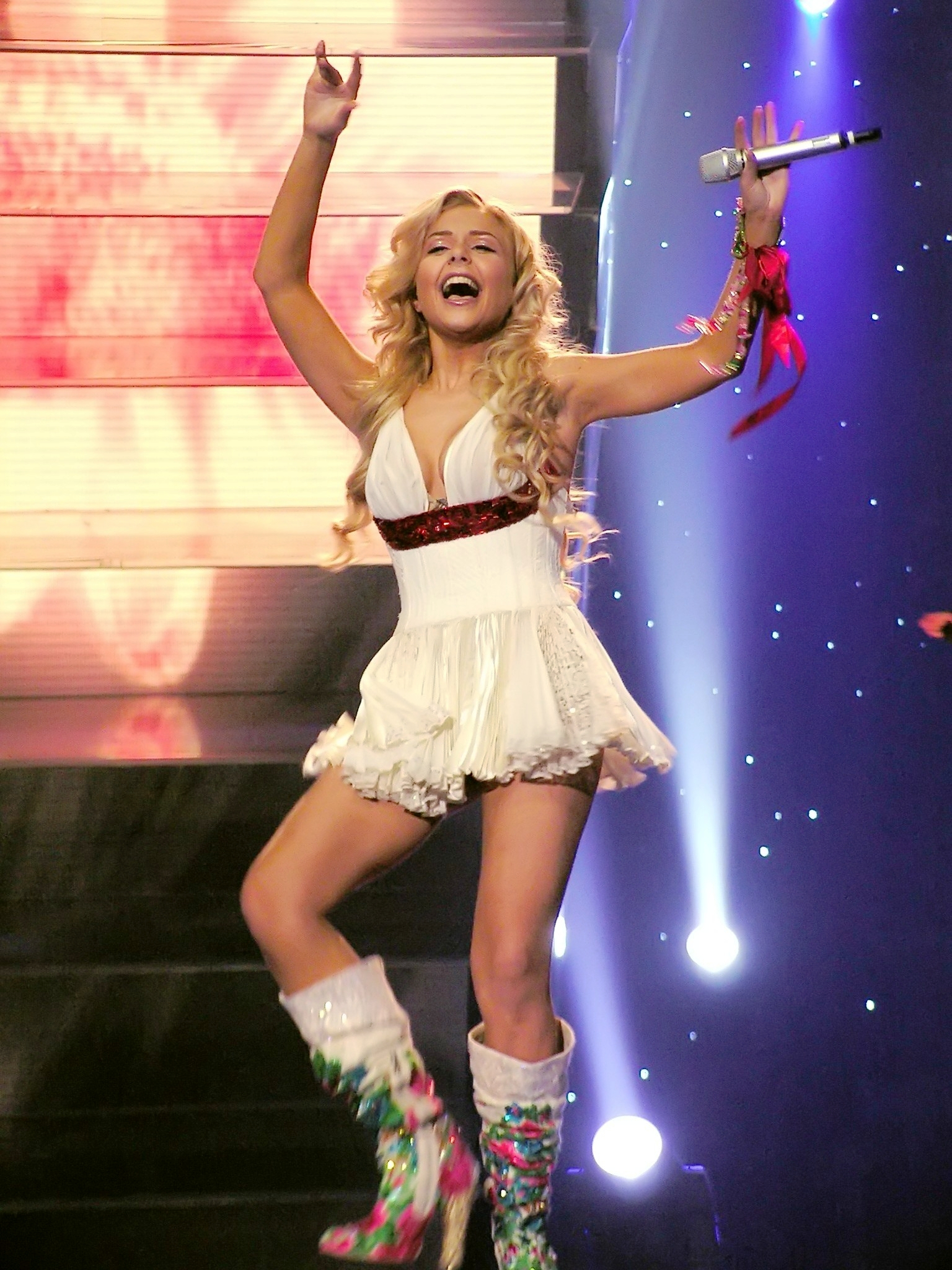
Tina Karol în Atena (2006)

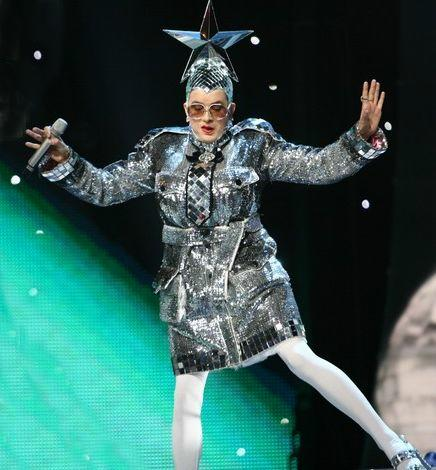
Verka Serdiucika în Helsinki (2007).

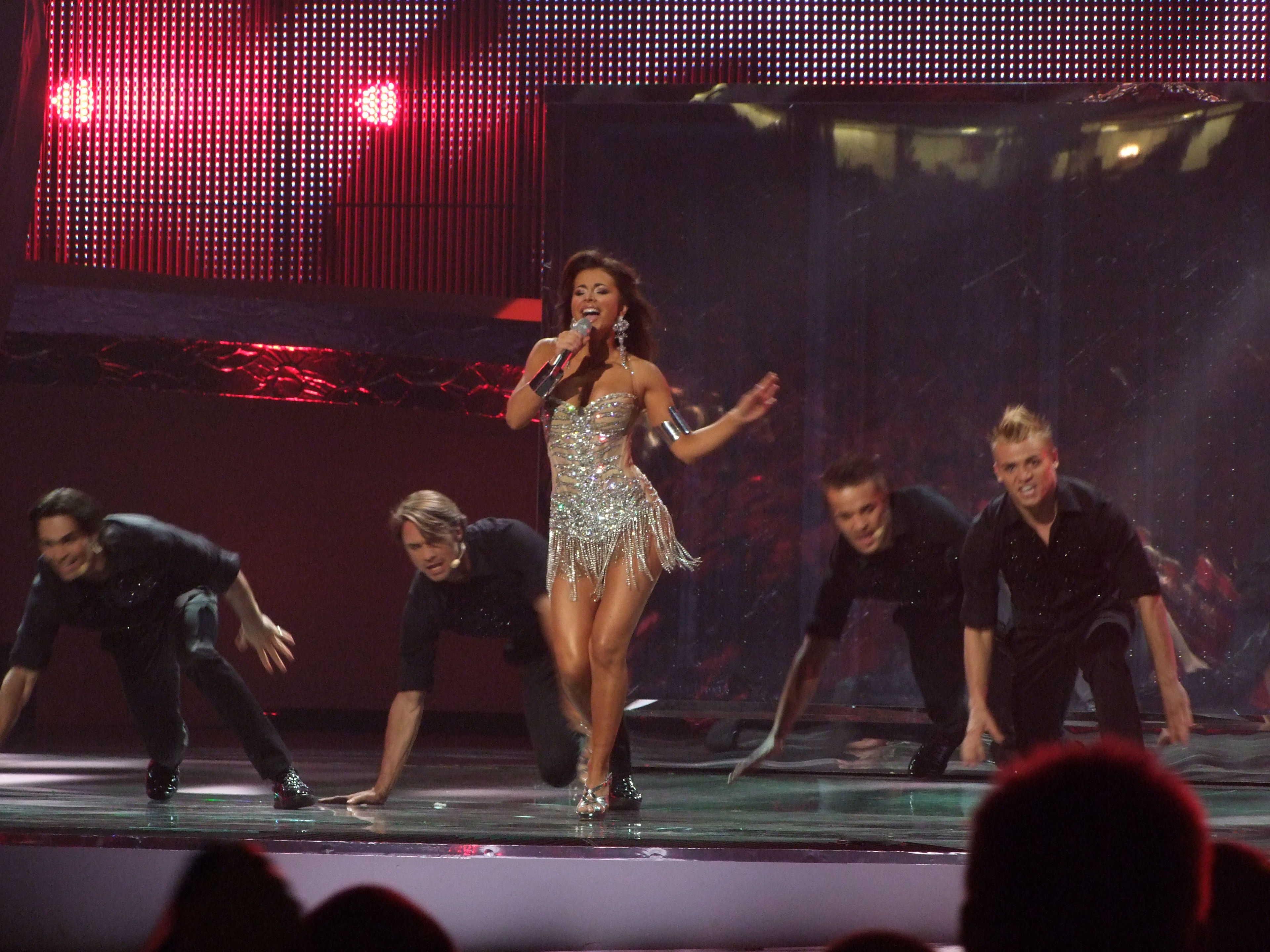
Ani Lorak în Belgrad (2008).

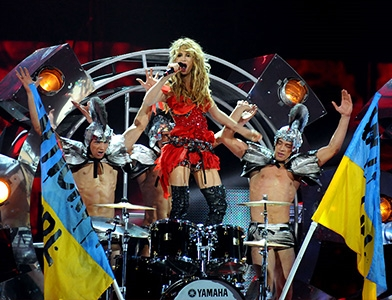
Svetlana Loboda în Moscova (2009).

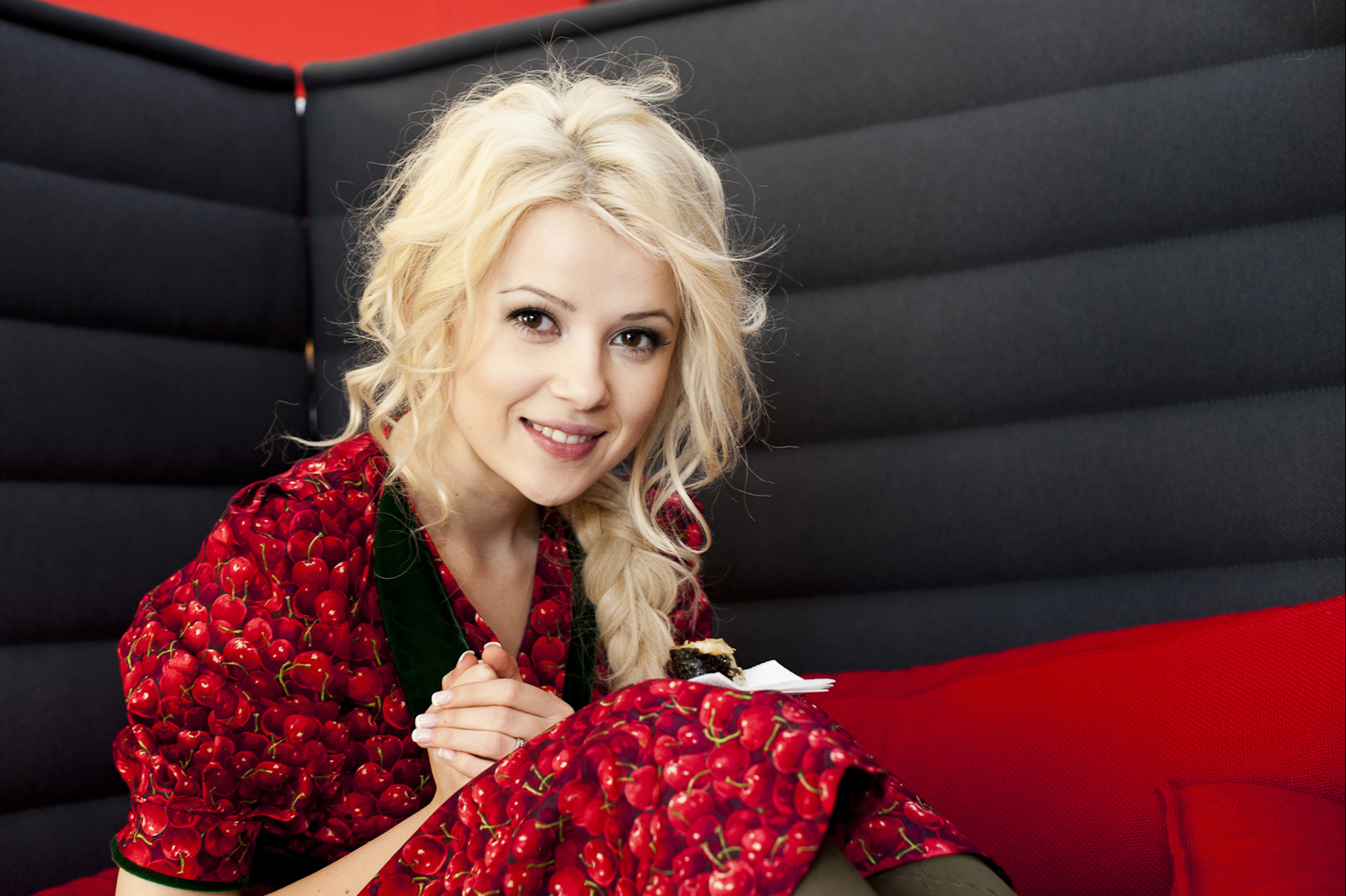
Mika, reprezentanta la Düsseldorf (2011)

| An   | Locație    | Artist                      | Titlu                                | Finală | Puncte | Semi                  | Puncte                |
| ---- | ---------- | --------------------------- | ------------------------------------ | ------ | ------ | --------------------- | --------------------- |
| 2003 | Riga       | Olexandr Ponomariov         | „Hasta la vista”                     | 14     | 30     |                       |                       |
| 2004 | Istanbul   | Ruslana                     | „Wild dances”                        | 1      | 280    | 2                     | 256                   |
| 2005 | Kiev       | Greenjolly                  | „Razom nas bahato”                   | 19     | 30     | Țară gazdă            | Țară gazdă            |
| 2006 | Atena      | Tina Karol                  | „Show me your love”                  | 7      | 145    | 7                     | 146                   |
| 2007 | Helsinki   | Verka Serdiucika            | „Dancing Lasha Tumbai”               | 2      | 235    | Top 10 de anul trecut | Top 10 de anul trecut |
| 2008 | Belgrad    | Ani Lorak                   | „Shady Lady”                         | 2      | 230    | 1                     | 152                   |
| 2009 | Moscova    | Svetlana Loboda             | „Be My Valentine (Anti-crisis Girl)” | 12     | 76     | 6                     | 80                    |
| 2010 | Oslo       | Alyosha                     | „Sweet People”                       | 10     | 108    | 7                     | 77                    |
| 2011 | Düsseldorf | Mika Newton                 | „Angel”                              | 4      | 159    | 6                     | 81                    |
| 2012 | Baku       | Gaitana                     | „Be My Guest”                        | 15     | 65     | 8                     | 64                    |
| 2013 | Malmö      | Zlata Ognevici              | "Gravity"                            | 3      | 214    | 3                     | 140                   |
| 2014 | Copenhaga  | Mariya Yaremchuk            | „Tick-Tock”                          | 6      | 113    | 5                     | 118                   |
| 2016 | Stockholm  | Jamala                      | "1944"                               | 1      | 534    | 2                     | 287                   |
| 2017 | Kiev       | O.Torvald                   | "Time"                               | 24     | 36     | Țară gazdă            | Țară gazdă            |
| 2018 | Lisabona   | Mélovin                     | "Under The Ladder"                   | 17     | 130    | 6                     | 179                   |
| 2020 | Rotterdam  | Go_A                        | "Solovey"                            | Anulat | Anulat | Anulat                | Anulat                |
| 2021 | Rotterdam  | Go_A                        | "Shum"                               | 5      | 364    | 2                     | 267                   |
| 2022 | Torino     | Kalush Orchestra            | "Stefania" (Стефанія)                | 1      | 631    | 1                     | 337                   |
| 2023 | Liverpool  | Tvorchi                     | "Heart of Steel"                     | 6      | 243    | Calificată automat    | Calificată automat    |
| 2024 | Malmö      | alyona alyona și Jerry Heil | "Teresa & Maria"                     | 3      | 453    | 2                     | 173                   |
| 2025 | Basel      | Ziferblat                   | "Bird of Pray"                       | 9      | 218    | 1                     | 137                   |

## Gazdă
| An   | Oraș | Locație                         | Prezentatori                                                    |
| ---- | ---- | ------------------------------- | --------------------------------------------------------------- |
| 2005 | Kiev | Palatul Sporturilor             | Maria Efrosinina si Pavlo Shylko                                |
| 2017 | Kiev | International Exhibition Centre | Volodymyr Ostapchuk, Oleksandr Skichko and Timur Miroshnychenko |